# Helmut Steinbach

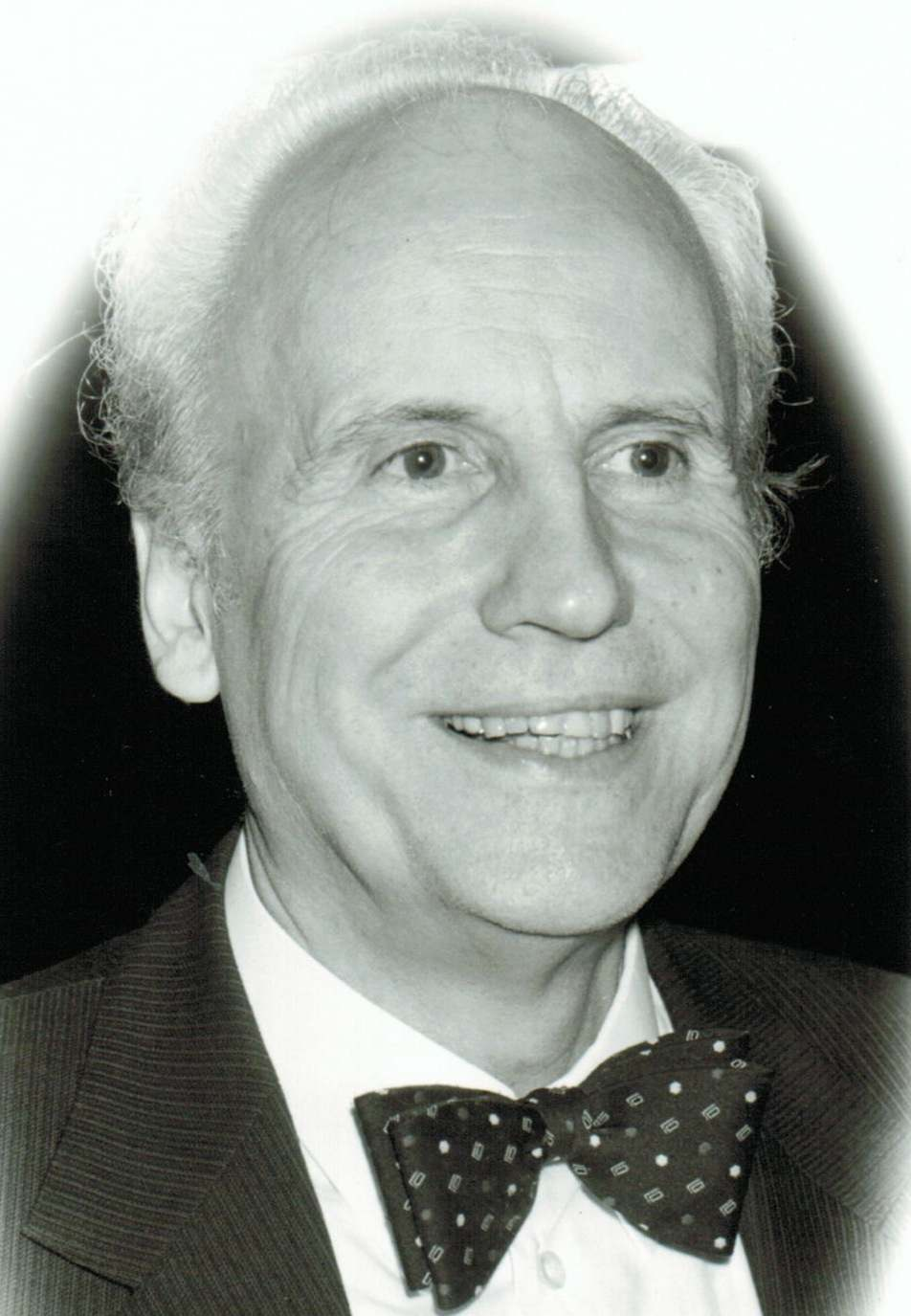
Helmut Steinbach (2012)

Helmut Steinbach (* 18. Januar 1929 in Betzdorf; † 29. Januar 2019) war ein deutscher Dirigent.

## Leben

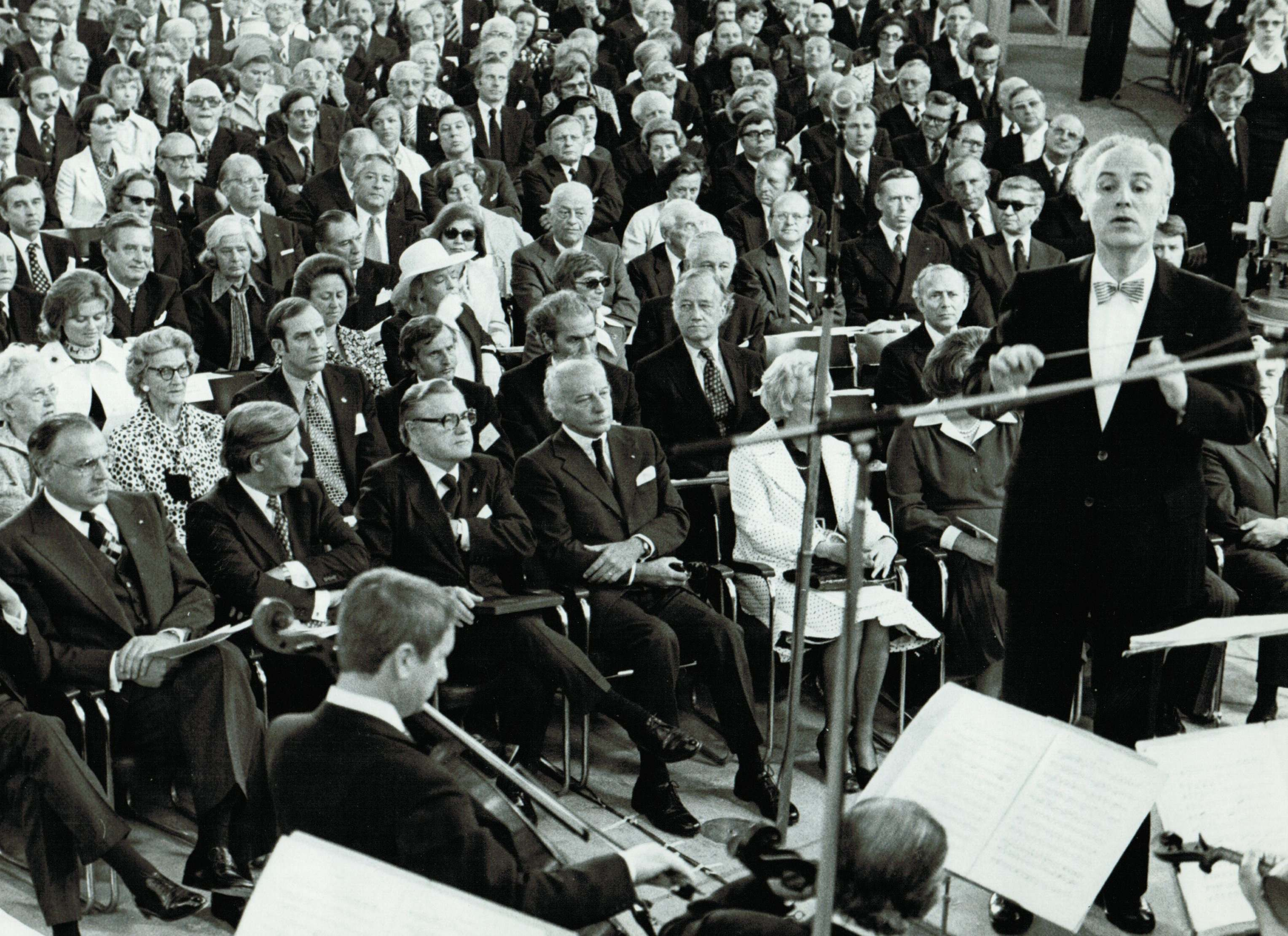
Helmut Steinbach dirigiert in der Paulskirche

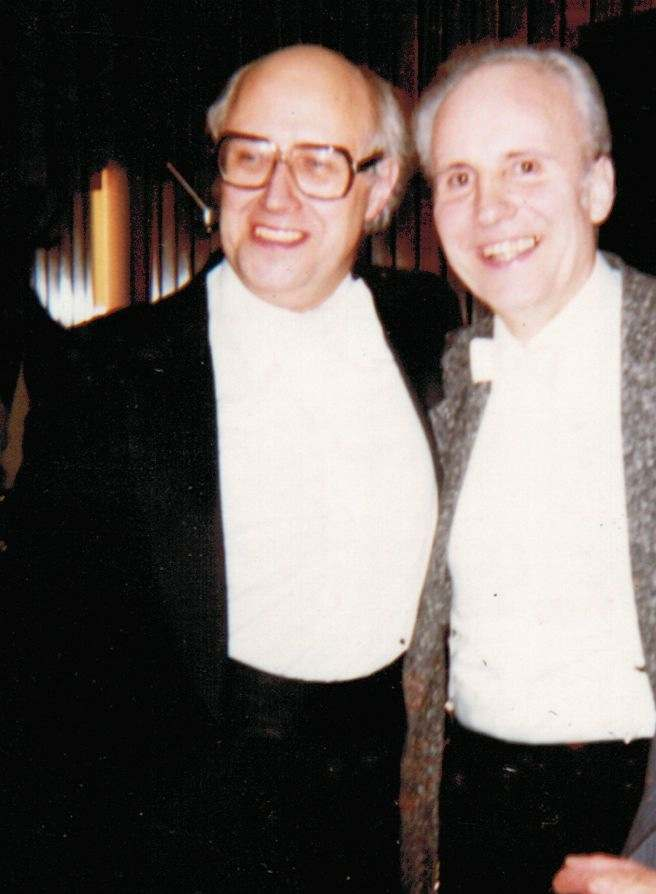
Helmut Steinbach mit Mstislaw Rostropowitsch

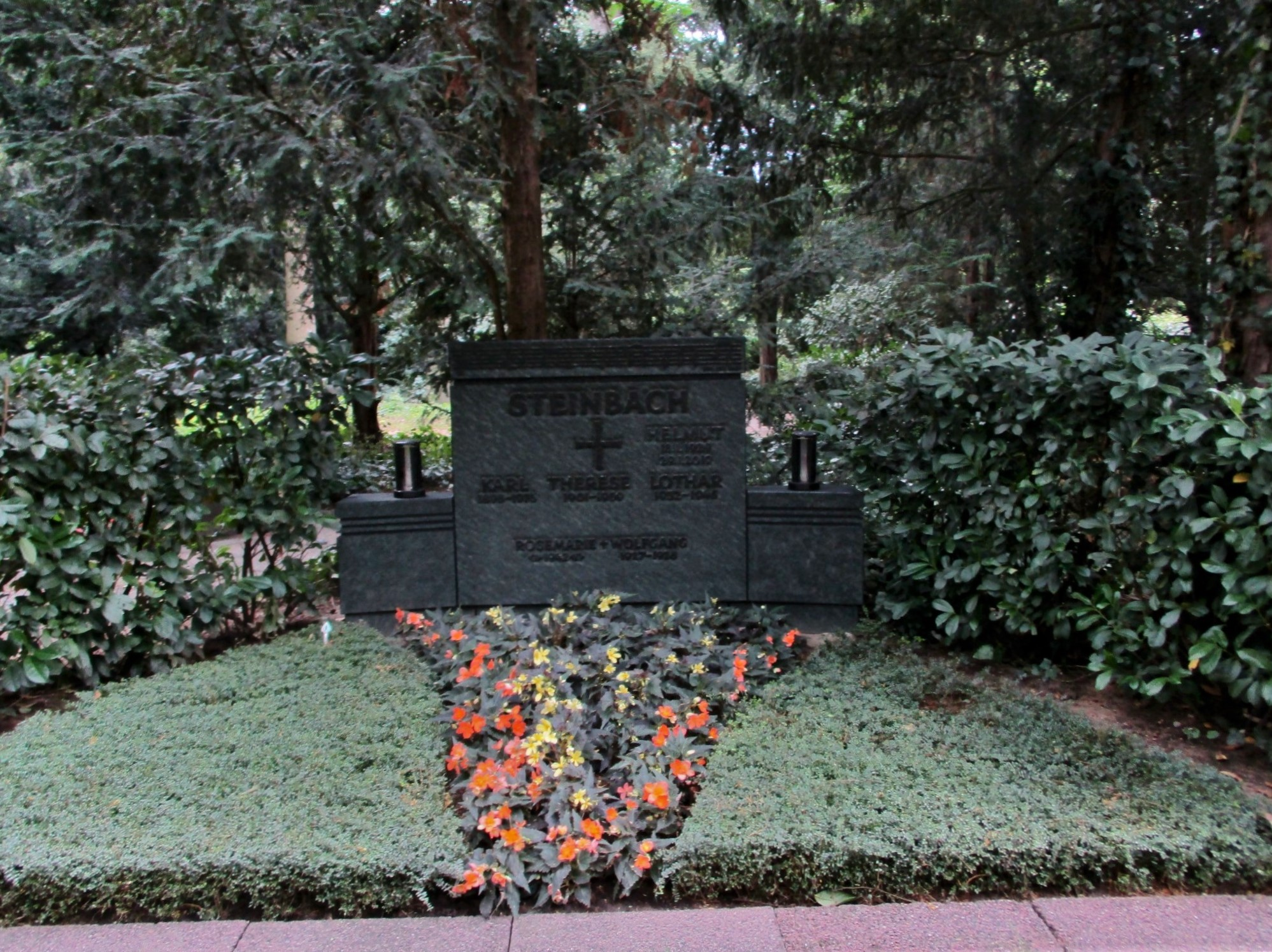
Grabstätte auf dem Frankfurter Hauptfriedhof

Steinbach wuchs in Fürstenberg (Oder) und Hof (Saale) auf und lebte seit 1943 in Frankfurt am Main. Vom sechsten Lebensjahr an lernte er Klavier und später zudem Violine und Trompete. Er studierte an der Johann Wolfgang Goethe-Universität Frankfurt am Main bis 1955 neben Musikwissenschaft bei den Professoren Helmuth Osthoff, Wilhelm Stauder und Friedrich Gennrich auch Regie bei Heinz Hilpert. Seine Dirigierlehrer waren Generalmusikdirektor Bruno Vondenhoff und Generalmusikdirektor Otto Matzerath.
1948 gründete Steinbach gemeinsam mit anderen jungen Musikern das Frankfurter Jugend-Symphonie-Orchester. Ein Jahr später errang er in den Niederlanden als Dirigent dieses Orchesters den ersten Preis bei einem internationalen Orchesterwettbewerb mit der Großen C-Dur-Sinfonie von Franz Schubert. „Seine energetische Aktivität“ habe „die nach Selbstverwirklichung strebenden jungen Musiker in trostloser Zeit stark motiviert“, sagte Frankfurts ehemaliger Kulturdezernent Hilmar Hoffmann 1994 über Steinbach. Musiker dieses Jugendorchesters fanden den Weg als Berufsmusiker in Sinfonieorchester wie die Berliner Philharmoniker, die Bamberger Sinfoniker oder Radiosinfonieorchester. 1955 wurde Steinbach vom Magistrat der Stadt Frankfurt zum Chefdirigenten für die Konzerte im Frankfurter Palmengarten berufen. Die Stadt Frankfurt wählte ihn unter 90 Mitbewerbern aus.
1972 gründete er das „Orchester der Philharmonischen Gesellschaft Frankfurt“. Mstislaw Leopoldowitsch Rostropowitsch, Wolfgang Windgassen, Karl Ridderbusch, Brigitte Fassbaender, Kurt Böhme, Wolfgang Schneiderhan, Friedrich Gulda, Saschko Gawriloff, Leonard Hokanson oder Paul Badura-Skoda gastierten bei seinen Konzerten.
Das besondere Interesse Steinbachs galt neben der großen klassischen und romantischen Konzertliteratur immer auch selten gespielten Werken. Barocke, klassische und romantische Raritäten waren zudem regelmäßig in seine Frankfurter Abonnementskonzerte eingebaut. Werke von Joseph Joachim Raff gehörten ebenso dazu wie Muzio Clementis sinfonisches Werk.
Außerdem legte Steinbach Wert auf zeitgenössische Kompositionen im Konzertangebot und schuf eine Ur- und Erstaufführungsreihe. Insgesamt erfolgten in den Abonnementskonzerten 60 Uraufführungen und deutsche Erstaufführungen. Dazu gehörten mehrere Werke von Kurt Hessenberg, Hans Franke, Fritz Holtzwart und Victor Bruns. Besonders förderte Steinbach den jüdischen Komponisten Wilhelm Rettich, der in einem niederländischen Versteck überlebt hatte. Steinbach bewog ihn dazu, nach Deutschland zurückzukehren. Im Rahmen der ersten Jüdischen Kulturwoche 1981 in Frankfurt leitete er die Uraufführung von dessen Sinfonia Giudaica. Insgesamt wurden 14 Werke Rettichs von Steinbach in die Programme aufgenommen. 1981 führte Steinbach als Dirigent erstmals Schülerkonzerte in Frankfurt ein.
Gastkonzerte führten Steinbach durch Europa. Er gastierte unter anderem in Prag, Budapest, London, Kopenhagen und Zürich. Einladungen in den außereuropäischen Bereich wie z. B. Japan, Australien oder die USA lehnte Steinbach, der unter Flugangst litt, ab.
Steinbach war 40 Jahre Bestandteil des Frankfurter Kulturlebens. „Eine Institution im Frankfurter Musikleben“, titelte die FAZ 1994. In dieser Zeit leitete er in Frankfurt 5000 Konzerte und baute diese zu einer erfolgreichen Veranstaltungsreihe aus. Weihnachten 1994 beendete er sein vertragliches Wirken für die Stadt Frankfurt. 2003 zog er sich vollständig aus dem Konzertleben zurück.
Helmut Steinbach war seit 1972 mit der Politikerin Erika Steinbach verheiratet. Er starb wenige Tage nach seinem 90. Geburtstag im Januar 2019. Seine Grabstätte befindet sich auf dem Frankfurter Hauptfriedhof (Gewann III, GG 20).

## Ehrungen und Auszeichnungen
- Medaille des Prinzen Bernhard der Niederlande 1949
- Chevalier dans l’Ordre des Palmes Académiques 1972
- Ehrenplakette der Stadt Frankfurt am Main 1979
- Bundesverdienstkreuz am Bande des Verdienstordens der Bundesrepublik Deutschland 1994